# Йосиф Петров
Йосиф Петров е български поет и политик. Председателства откриването на VII велико народно събрание на Република България след демократичните промени в страната.

## Биография
Роден е на 14 май 1909 година в с. Чирен, Врачанско в семейството на средни селяни. Баща му Петър е бил кмет в родното му село. Майка му Пенка, макар и будна жена, останала неграмотна. В семейството Йосиф е най-малко дете и единствено момче – има две по-големи сестри – Тонка и Мара. Израства в обич и разбирателство. Основно образование завършва в родното си село. Още тогава започва да се проявява талантът му, като създава стихотворни епиграмки, пише и малки стихотворения.
До 16-годишна възраст живее в родното си село, където завършва основно образование. След това в София учи в Средното механотехническо училище. През 1931 г. завършва школата за запасни офицери. От 1936 г. до 1940 г. следва „Консулство и дипломация“ в Свободния университет в София (днес УНСС), но по семейни причини не се дипломира.
Като учител по галванотехника е бил Хумболтов стипендиант в Германия през 1941 – 1943 г. През 1955 г. след Унгарските събития той е повикан уж за справка в Държавна сигурност и без съд и присъда е изпратен в концлагера на остров Персин. Годините от 1956 до 1959 прекарва в концлагера край с. Белене. През 1969 г. се пенсионира като учител.
След 10 ноември е избран от квотата на СДС във Великото народно събрание, където е доайен. Открива VII велико народно събрание. Носител на орден „Стара планина“, почетен гражданин на София.
Умира на 16 октомври 2004 г. в гр. София.

## Творчество
Започва да пише стихове на 16-годишна възраст. Първата си стихосбирка „Родна земя“ издава през 1939 г. Следват книгите „Под развети знамена“ (1944), „Селски и войнишки хуморески“ (1945), „Босилкова китка“ (1946), „Оранжева земя“ (1947), „Чорапът се разплита“ – комедия (1948). От 1948 до 1990 г. Йосиф Петров твори, но нищо не публикува. След промените от 1989 г. на бял свят се появява стихосбирката му „Вик от каторгата“. През 1991 – 1993 г. излизат още три нови стихосбирки – „Разпилени пъстроцветия“ (лирика), „Ти ли ме повика, мое родно село“ и „Смях и жлъч“ (хумор и сатира). През 1999 г. от печат излиза книжката му със закачливи стихове „Декамеронки като бонбонки“. Сътворените в концлагера стихове поетът запомня всичките наизуст, за да ги възпроизведе и запише след освобождението си.
Общо има издадени 12 книги.

## Памет
На Йосиф Петров е наречена улица в квартал „Лозенец“ в София (Карта).